# Rolinkazerne
De Rolinkazerne was een Belgische artilleriekazerne, die werd gebouwd tussen 1877 en 1883 in Etterbeek in de buurt van de Waversesteenweg en de latere Louis Schmidt-laan en Commandant Ponthier-straat. Dit gebeurde nadat koning Leopold II had besloten een aantal kazernes op te trekken in de omgeving van Brussel.
Na de Eerste Wereldoorlog werd deze kazerne genoemd naar Hippolyte (1885-1914), Louis (1886-1915) en Gustave-Marc Rolin (1892-1918), drie broers die sneuvelden tijdens dit conflict.
In 1925 werd een groot monument opgericht voor de centrale toegangspoort ter ere van alle gevallen artilleristen. 
De artilleristen verlieten de gebouwen in 1944 waarna ze vanaf oktober 1948 werden ingenomen tot in 1974 door het bataljon voor de transmissie, het 5e TTr. Na het vertrek van deze eenheid, werd de kazerne verlaten en vervielen de gebouwen tot ruïnes – de rijkswacht kreeg zelfs de toelating om het terrein te gebruiken voor schietoefeningen.
Ondanks het feit dat verschillende organisaties ijverden voor het behoud van het patrimonium en er enkele interessante voorstellen waren om een deel van de site te renoveren, werden de gebouwen gesloopt in 1993. Zelfs de magnifieke inkomhal, geflankeerd door twee torens met kantelen en met een monogram van Leopold II, werd afgebroken. Eén gebouw werd voorlopig gespaard omwille van de grote historische waarde, namelijk "het gebouw van de gehuwden". Dit huis was in feite niet voor echtparen bestemd maar mocht gebruikt worden tijdens de huwelijksnacht van de militairen. Uiteindelijk werd beslist ook dit gebouw te vernietigen.
In plaats van de kazerne kwam een gebouwencomplex met appartementen en bureaus, voltooid in 2002 door het architectenbureau Assar (zij renoveerden verder ook de Koninklijke Militaire School). Een zeer omstreden project, "de Tour Rolin" met 12 verdiepingen, werd als gevolg van hevig protest van de buurtbewoners afgevoerd. Enkel de naam van de nieuwe gebouwen en de Hippolyte Rolin promenade herinneren nog aan het bestaan van een kazerne op deze plaats.